# 中俄投资基金
中俄投资基金（俄语：Российско-Китайский Инвестиционный Фонд，簡稱，簡稱）是由俄罗斯直接投资基金和中国投资有限责任公司共同创建的双边合作基金，成立於2012年。該基金會旨在投资于俄罗斯、獨立國家聯合體和中华人民共和国等國家和組織的合作項目。